# Demodex caballi
Demodex caballi är en spindeldjursart som beskrevs av Louis-Joseph Alcide Railliet 1895. Demodex caballi ingår i släktet Demodex och familjen Demodecidae. Inga underarter finns listade i Catalogue of Life.